# Harpins
Els harpins (Harpiinae) són una subfamília d'ocells rapinyaires de la família dels accipítrids (Accipitridae) en general especialitzats en la captura de mamífers.
Llur distribució es limita als boscos tropicals.

## Sistemàtica
Dins aquest grup es consideraven una sèrie de grans rapinyaires selvàtics, especialitzats en la captura de mamífers de mitjans a grans, incloent l'àguila menjamones de les Filipines, però com a conseqüència d'estudis genètics de principis del segle xxi, aquesta espècie és considerada avui més relacionada amb les àguiles serpenteres. Modernament s'ha inclòs dins aquest grup Macheiramphus alcinus, de grandària molt menor que la resta i que antany els autors relacionaven amb els aligots vespers. Aquesta subfamília es considera formada per quatre gèneres, cadascú amb una espècie segons la classificació del Congrés Ornitològic Internacional (versió 12.2, 2022):
- Gènere Harpia: harpia grossa (H. harpyja).
- Gènere Harpyopsis: àguila de Nova Guinea (H. novaeguineae).
- Gènere Macheiramphus: milà dels ratpenats (M. alcinus).
- Gènere Morphnus: harpia petita (M. guianensis).